# Frankia

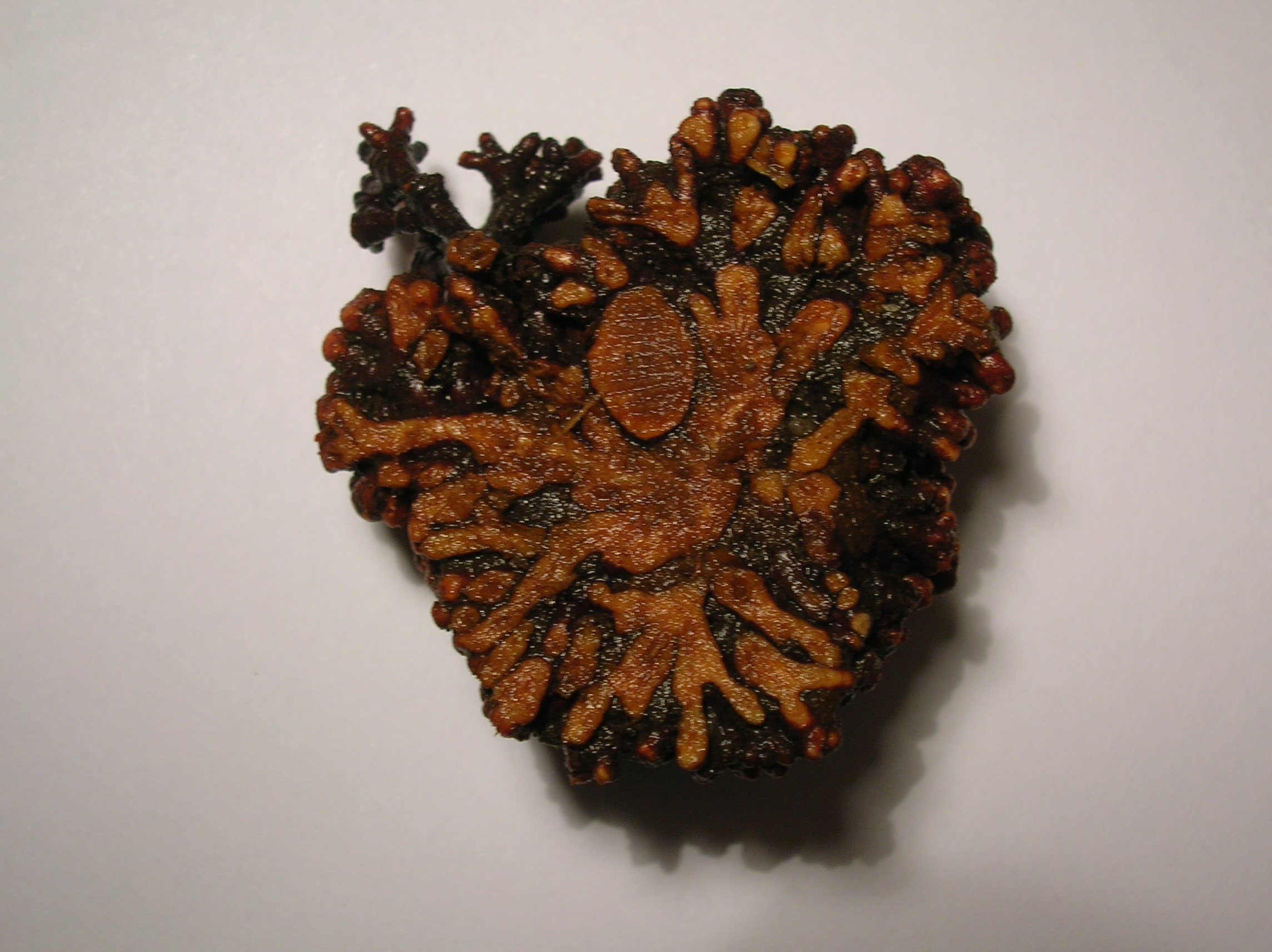
Um nódulo radicular numa raiz de uma espécie de Alnus.

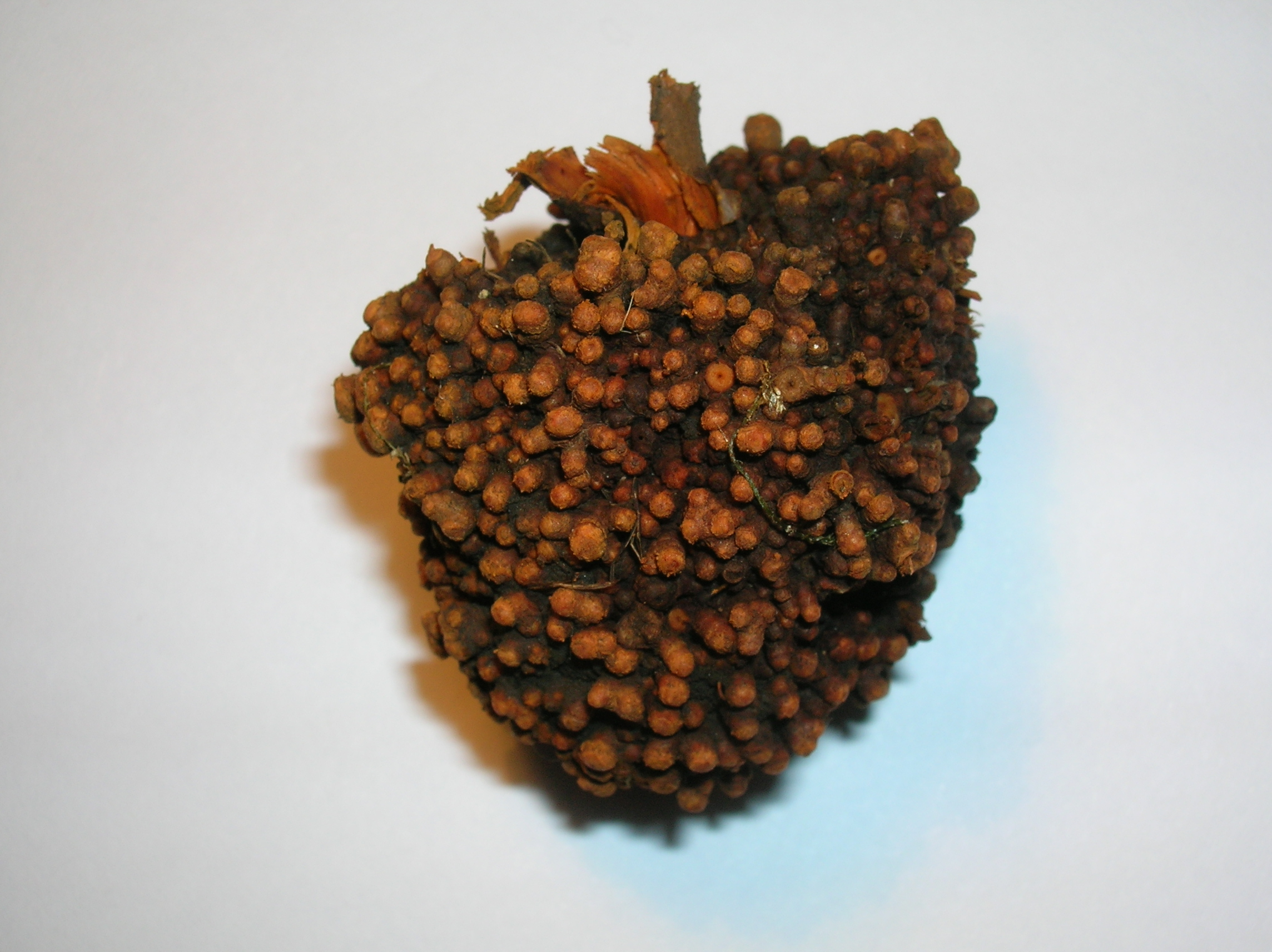
Nódulo radicular inteiro de uma raiz de Alnus.

Frankia é um género de bactérias filamentosas, fixadores de azoto atmosférico, pertencentes ao grupo da actinobactérias. As bactérias deste género vivem em simbiose com plantas actinorrízicas, num processo semelhante ao que ocorre com as Rhizobia e as leguminosas. As bactérias deste grupo formam nódulos radiculares nas raizes das plantas simbiontes, as quais são na sua maioria árvores e arbustos das florestas das zonas temperadas da Terra.